# ГАС «Правосудие»
Государственная автоматизированная система Российской Федерации «Правосудие» (ГАС Правосудие) — информационная система, предоставляющая свободную информацию о судебном делопроизводстве в России. Также используется при судопроизводстве, обеспечивая информационную интеграцию судебной деятельности в России.
Официально является территориально распределённой автоматизированной информационной системой, нацеленной на формирование единого информационного пространства судов общей юрисдикции и системы Судебного департамента при Верховном суде Российской Федерации.

## История
В федеральной целевой программе «Развитие судебной системы России» на 2002—2006 годы Правительства Российской Федерации были поставлены задачи по созданию единого информационного пространства, реализации конституционных принципов самостоятельности судебной власти и независимости судей, обеспечения единства судебной системы Российской Федерации, повышения эффективности работы судов, реализации прав граждан и юридических лиц на судебно-правовую информацию. Именно этой программой было предусмотрено создание ГАС «Правосудие» в целях компьютеризации и информационной интеграции деятельности федеральных судов общей юрисдикции и системы Судебного департамента.
В начале 2004 года Судебным департаментом был проведен открытый конкурс по выбору головного исполнителя на создание системы. Единственным подавшим заявку и победителем конкурса стал ведущий государственный системный интегратор в сфере информационных технологий — НИИ «Восход». Являясь ключевым подрядчиком государственных организаций, НИИ «Восход» внедрял ГАС «Выборы».
31 октября 2006 года приступила к работе комиссия по приемке ГАС «Правосудие», возглавляемая академиком В. А. Левиным и председателем Совета судей Российской Федерации, судьёй Верховного суда Ю. И. Сидоренко. Постановлением Совета судей Российской Федерации от 30 ноября 2006 года утвержден акт Государственной комиссии по приемке работ по созданию системных и программно-технических решений ГАС «Правосудие»; ГАС «Правосудие» рекомендована к внедрению в федеральных судах общей юрисдикции.
Система ГАС «Правосудие» была модернизирована в ходе федеральной целевой программы «Развитие судебной системы России на 2013—2020 годы», продлённой до 2024 года. В частности, была внедрена система юридически значимого электронного документооборота. Также была проведена оптимизация маршрутов движения судебных документов (и внутри, и вне судов). Появилась возможность ведения онлайн-трансляций судебных заседаний (с 2015 года), что стало особенно востребовано при ограничениях, связанных с пандемией коронавируса. С 2016 года система ГАС «Правосудие» подключена к единой системе межведомственного электронного взаимодействия. С 2017 года работает сервис подачи документов в федеральные суды общей юрисдикции в электронной форме.
В январе 2021 года был зарегистрирован миллионный иск в электронном виде, поданный через систему ГАС «Правосудие». На 2021 год доля подобных электронных обращений в суды приблизилась к 30 %.
На территории Белгородской области в 2021 году запущен пилотный проект, в рамках которого для подготовки судебных приказов используются элементы искусственного интеллекта. Ведётся разработка сервиса «Правосудие онлайн», с помощью которого можно будет подавать документы в суд при помощи портала «Госуслуги».
В 2021 году стало известно, что Судебный департамент при Верховном суде будет проверять сведения граждан, претендующих на занятие некоторых должностей в ГАС «Правосудие», включая информацию об их доходах, расходах и имуществе (и членов их семей), а также о наличии конфликта интересов.

## Кибератака
6 октября 2024 года в результате кибератаки украинской хакерской группировки «BO Team» сервис ГАС «Правосудие» перестал работать.
7 ноября 2024 года спустя месяц после кибератаки, система ГАС «Правосудие» и сайты судов Российской Федерации восстановили свою работу, однако на 19 ноября 2024 года, по сообщениям юристов и адвокатов в социальных сетях, функционал подачи документов через систему ГАС «Правосудие» по прежнему недоступен. Кроме того, сайты районных судов не позволяют просмотреть раздел «Судебное делопроизводство», также невозможно подать документы электронно.
25 ноября 2024 года, по сообщениям юристов и адвокатов, система ГАС «Правосудие» заработала в необходимом объёме: на сайте районных судов работает раздел «Судебное делопроизводство», восстановлена возможность подать документы электронно в личном кабинете после авторизации ЕСИА.

## Подсистемы ГАС «Правосудие»
ГАС «Правосудие» состоит из 26 подсистем, функционирование и эксплуатация которых обеспечивается специальными программными обеспечениями (СПО) привязанными к подсистемам ГАС «Правосудие».

### «Административное управление»
Предназначена для сбора, обработки, хранения и выдачи данных и документов, необходимых для выполнения функциональных обязанностей и информационной поддержки деятельности сотрудников Судебного департамента, а также управлений (отделов) Судебного департамента в субъектах Российской Федерации, повышения эффективности их информационно-справочного обслуживания.

### «Ведомственная статистика Судебного департамента»
Предназначена для сбора и свода статистических данных ведомственной отчетности, полученных из соответствующих функциональных подсистем ГАС «Правосудие», для последующего анализа накопленных данных.

### «Банк судебных решений (судебной практики)»
Предназначена для организации автоматизированного сбора судебных решений, формирования единого банка судебных решений, обеспечения механизма для систематизации сведений по данным судебным решениям и обеспечения санкционированного доступа к информации со стороны различных категорий пользователей. Имеет возможность интеграции с другими подсистемами ГАС «Правосудие».

### «Видеоконференцсвязь»
Предназначена для обеспечения Верховного Суда Российской Федерации, областных и равных им судов общей юрисдикции услугами видеоконференцсвязи и обеспечивает проведение судебных заседаний в режиме удаленного участия осужденных и свидетелей.

### «Документооборот и обращения граждан»
Предназначена для автоматизации информационных процессов документооборота и делопроизводства, связанных с документационным обеспечением управления деятельностью судов общей юрисдикции и системы Судебного департамента (в том числе в части обработки писем и обращений граждан).

### «Интернет-портал ГАС „Правосудие“»
Предназначен для обеспечения доступа граждан, юридических лиц, органов государственной власти к информации о деятельности судебной системы Российской Федерации.

### «Информационно-справочная»
Предназначена для информационно-справочного обслуживания в оперативном режиме (режиме on-line) судов общей юрисдикции и системы Судебного департамента при Верховном Суде Российской Федерации, а также взаимодействующих органов государственной власти на основе информации, содержащейся в информационном фонде ГАС «Правосудие».

### «Кадры»
Предназначена для комплексной автоматизации основных участков деятельности кадровых органов Судебного департамента и аппаратов судов: учета, хранения и анализа данных об организационно-штатной структуре и кадровом составе судов разных уровней и органов системы Судебного департамента.

### «Материально-технические ресурсы»
Предназначена для автоматизации планирования и учета материально-технических средств Судебного департамента и судов общей юрисдикции, включая военные суды. Она создаёт интегрированную базу данных, собирая информацию из регионов о объектах материально-технического учета.

### «Финансовый контроль»
Повышает эффективность проведения проверок и ревизий финансово-хозяйственной деятельности судов и системы Судебного департамента.

### «Международно-правовое сотрудничество»
Предоставляет доступ и поиск информации в ресурсах международных правовых организаций, государственных учреждений и судебных органов зарубежья для подготовки аналитических отчетов, а также для ведения электронных библиотек международных правовых актов и зарубежного законодательства в области правосудия.

### «Недвижимость»
Предназначена для автоматизации информационных процессов управления недвижимостью, проводимыми работами и необходимыми ресурсами, необходимыми для устойчивого функционирования.

### «Обеспечение безопасности информации»
Предназначена для повышения уровня достоверности данных и информационной безопасности, защиты информационных ресурсов при действиях по интеграции с другими автоматизированными системами органов власти и внедрении безопасной технологии обработки конфиденциальной информации, а также для создания комплексной системы антивирусной защиты.

### «Обеспечение эксплуатации и сервисного обслуживания»
Предназначена для автоматизации процессов обеспечения эксплуатации программно-технических средств ГАС «Правосудие» и сервисного обслуживания комплексов средств автоматизации.

### «Обучение кадров»
Предназначена для автоматизации расчёта потребности в переподготовке и повышении квалификации судей, государственных служащих аппаратов судов и системы Судебного департамента, формирования планов обучения и контроля их выполнения.

### «Общественные связи»
Предназначена для оптимизации взаимодействия судейского сообщества с государственными и другими учреждениями и организациями.

### «Организационное обеспечение»
Предназначена для создания, ведения, распространения классификаторов, справочников и словарей, нормативно-справочной информации, а также для обеспечения информационной совместимости и технологического единства информационных потоков судов общей юрисдикции (в том числе, военных судов) и системы Судебного департамента.

### «Отображение информации коллективного пользования»
Предназначена для отображения предметов и информации, признанных в качестве вещественных доказательств, в ходе судебных заседаний (в том числе в суде присяжных), справочной информации в приемных и холлах судов субъектов федерации и управлениях Судебного департамента, а также использования средств визуального отображения для проведения обучения и обеспечения повседневной деятельности судов и управлений судебного департамента.

### «Право»
Предназначена для ввода, хранения и циркулярной рассылки нормативных актов, организации доступа к справочной базе нормативных актов и к справочным базам правовых актов, находящихся в правовых системах федерального и местного законодательства.

### «Связь и передача данных»
Назначение подсистемы — предоставление современной телекоммуникационной среды для обеспечения достоверной, надежной и оперативной передачи данных между комплексами средств автоматизации ГАС «Правосудие» всех уровней, а также обмен разного рода информацией (голосовой, факсимильной, видео) между абонентами подсистемы.

### «Судебная статистика»
Предназначена для формирования судебных статистических сведений, установленных нормативными актами Судебного департамента при Верховном Суде Российской Федерации.

### «Судебная экспертиза»
Предназначена для повышения эффективности информационного взаимодействия пользователей ГАС «Правосудие» всех её уровней при автоматизации судебно-экспертной деятельности судов общей юрисдикции в части удовлетворения соответствующих информационных запросов судей, их помощников, сотрудников аппарата судов и иных пользователей подсистемы.

### «Судебное делопроизводство и статистика»
Создана для предоставления пользователям средств формирования, анализа и интеграции информационных массивов данных, возникающих в процессе судопроизводства в судах общей юрисдикции, в том числе военных судах, формирования и анализа массивов данных судебной статистики, фиксации хода судебного разбирательства, а также автоматизации процессов регистрации, сбора и хранения информации о лицах, привлечённых к уголовной ответственности и в отношении которых вынесены судебные постановления, вступившие в законную силу.

### «Судейское сообщество»
Предназначена для использования секретариатами совета судей и квалификационных коллегий судей в части предоставления сведений о различных событиях, отражающих деятельность этих организаций, публикации статей и материалов, посвященных судебной практике по обжалованию решений квалификационных коллегий, постановлениях Совета Судей, предоставлении контактной информации о составе региональных квалификационных коллегий и советов судей.

### «Управление и контроль функционирования»
Обеспечение централизованного управления распределенными компонентами комплексов средств автоматизации и оперативного получения данных о текущем состоянии узлов вычислительной сети объектов информатизации ГАС «Правосудие» для выявления и устранения нештатных ситуаций.

### «Финансы»
Предназначена для автоматизации деятельности подразделений Судебного департамента, управлений Судебного департамента в субъектах федерации и верховных (окружных) судов в субъектах федерации (округах), осуществляемой ими в процессе управления бюджетными средствами, на основе единого правового, методологического и информационного пространства.